# 신해 (불교)
신해(信解, 산스크리트어: adhimukti, adhimokṣa, 팔리어: adhimutti, 영어: confidence, believing and understanding the teachings), 신승해(信勝解) 또는 신해탈(信解脫)은 불교의 성자들 중의 한 부류를 일컫는 말로서 견지(見至)의 상대가 되는 것으로, 다른 이 즉 선지식(善知識)의 말을 통해 불법(佛法: 붓다가 말씀하신 교법, 붓다의 가르침)을 듣고 믿어 이에 따라 수행하여 견도를 지나 수도에 든 성자를 말한다. 견지의 성자가 수도의 계위에 있는 이근(利根)의 성자임에 비해 신해의 성자는 수도의 계위에 있는 둔근(鈍根)의 성자이다.
여기서 선지식(善知識, 산스크리트어: kalyāṇamitra)이란 남녀노소와  귀천에 관계 없이 붓다의 가르침[佛法]을 말하여 불연(佛緣)을 맺게 하는 사람을 뜻한다. 특히 붓다의 가르침으로 인도하는 덕이 높은 스승이나 수행에 도움이 되는 지도자나 자신과 마음을 같이 하여 청정한 수행을 하는 이가 선지식에 속한다.
달리 말해, 수신행(隨信行)의 성자가 견도 16심의 최후 제16심인 도류지(道類智)에 이르면 수도에 들어가는데, 이때부터 그 성자를 더 이상 수신행이라 이름하지 않고 신해라고 이름한다. 엄밀히 말하면, '견도 16심'은 틀린 표현으로, 16심 중 앞의 15심이 견도이고 최후 제16심은 수도이다. '견도 15심'이 바른 표현이다.
신해(信解)는 다음의 분류 또는 체계에 속한다.
- ① 수신행 ② 수법행 ③ 신해 ④ 견지 ⑤ 신증 ⑥ 혜해탈 ⑦ 구해탈의 7성(七聖) 중의 하나이다.
- ① 수신행 ② 수법행 ③ 신해 ④ 견지 ⑤ 신증 ⑥ 가가 ⑦ 일간 ⑧ 예류향 ⑨ 예류과 ⑩ 일래향 ⑪ 일래과⑫ 불환향 ⑬ 불환과 ⑭ 중반 ⑮ 생반 ⑯ 유행반 ⑰ 무행반 ⑱ 상류반의 18유학(十八有學) 중의 하나이다.
- 18유학(十八有學)과 9무학(九無學)을 통칭하는 27현성(二十七賢聖) 중의 하나이다.

## 경론별 설명

### 중아함경
T01n0026_p0751c20║「若

T01n0026_p0751c21║有比丘非俱解脫非慧解脫，又非身證亦

T01n0026_p0751c22║非見到，而有信解脫。云何比丘有信解脫？

T01n0026_p0751c23║若有比丘一向決定信佛、法、眾，隨所聞法，

T01n0026_p0751c24║以慧觀忍，不如見到，如是比丘有信解

T01n0026_p0751c25║脫。此比丘我為說行無放逸，我見此比丘

T01n0026_p0751c26║行無放逸，為有何果，令我為此比丘說

T01n0026_p0751c27║行無放逸耶？或此比丘求於諸根，習善知

T01n0026_p0751c28║識，行隨順住止，諸漏已盡得無漏，心解

T01n0026_p0751c29║脫、慧解脫，於現法中自知自覺自作證成就

T01n0026_p0752a01║遊，生已盡，梵行已立，所作已辦，不更受有，

T01n0026_p0752a02║知如真。謂我見此比丘行無放逸，有如是

T01n0026_p0752a03║果。是故我為此比丘說行無放逸。
혹 어떤 비구는 구해탈도 아니요 혜해탈도 아니며, 신증도 아니요 또한 견도도 아니지만 신해탈(信解脫)이 있다. 어떤 비구에게 신해탈이 있는가? 혹 어떤 비구는 한결같이 결정코 부처님과 법과 스님들을 믿고 들은 법을 따라 지혜로써 관(觀)하고 인(忍)하지만 견도(見到)만은 못하다. 이런 비구는 신해탈이 있나니 나는 이런 비구에게는 ‘방일하지 말라’고 말한다. 나는 이 비구가 방일하지 않으면 어떤 결과가 있는 것을 보기에 이 비구에게 ‘방일하지 말라’고 말하는 것인가? 만일 이 비구가 모든 근을 항복받고 선지식을 친근하며 이치를 따라 머무른다면 모든 번뇌가 이미 다해 번뇌가 없게 되어 마음이 해탈하고 지혜가 해탈하며 현세에서 스스로 알고 스스로 깨닫고 스스로 증득하여 성취하여 노닐게 된다. 즉 생은 이미 다하고 범행은 이미 서고 할 일은 이미 마쳐 다시는 후세의 생명을 받지 않는다는 것을 사실 그대로 알게 된다. 나는 이 비구가 방일하지 않으면 이러한 결과가 있음을 본다. 그러므로 나는 이런 비구에게 ‘방일하지 말라’고 말하느니라.

 — 《중아함경》 제51권 제195경 〈아습패경〉(阿濕貝經).  한문본 & 한글본

### 아비달마대비바사론
《아비달마대비바사론》제54권에서는 신해 또는 신승해를 다음과 같이 정의하고 있다.
어떤 이를 신승해(信勝解)의 보특가라라 하는가? 수신행이 도류지(道類智)를 얻고서 수신행을 버리고 신승해를 얻는다.
【문】그는 그러한 때에 무엇을 버리고 무엇을 얻는가?
【답】 이름[名]을 버리고 이름을 얻으며 도(道)를 버리고 도를 얻는다. 이름을 버린다 함은 수신행의 이름을 버리는 것이요, 이름을 얻는다 함은 신승해의 이름을 얻는 것이며, 도를 버린다 함은 견도(見道)를 버리는 것이요, 도를 얻는다 함은 수도(修道)를 얻는 것이다.
이 신승해 보특가라는 예류과(預流果)이기도 하고 일래향(一來向) · 일래과(一來果)이기도 하고, 불환향(不還向) · 불환과(不還果)이기도 하며, 아라한향(阿羅漢向)이기도 하다. 예류과에 머무르면서 아직 승진(勝進)이 오지 않으면 예류과라 하고, 이로부터 승진하면 일래향이라 하며, 일래과에 머무르면서 아직 승진이 오지 않으면 일래과라 하고, 이로부터 승진하면 불환향이라 하며, 불환과에 머무르면서 아직 승진이 오지 않으면 불환과라 하고, 이로부터 승진하면 아라한향이라고 한다.
또한 《아비달마대비바사론》제54권에서는 신해 또는 신승해에 대해 다음과 같이 설명하고 있다.
【문】무엇 때문에 신승해(信勝解)라 하는가?
【답】 그는 믿음[信]에 의하여 믿음에 대한 훌륭한 이해[勝解]를 얻기 때문에 신승해라 한다. 견도에 속한 믿음에 의하여 수도(修道)에 속한 믿음의 승해를 얻고 향도(向道)에 속한 믿음에 의하여 과도(果道)에 속한 믿음의 승해를 얻는 것이다.
또 그 보특가라는 믿음을 우선으로 삼음으로써 마음이 3결(結)을 벗어나기 때문에 신승해라 한다.

### 아비달마구사론
T29n1558_p0122c12║至住果位捨得二名。謂不復

T29n1558_p0122c13║名隨信法行。轉得信解見至二名。此亦由

T29n1558_p0122c14║根鈍利差別。諸鈍根者先名隨信行今名信

T29n1558_p0122c15║解。諸利根者先名隨法行今名見至。此二

T29n1558_p0122c16║聖者信慧互增故。標信解見至名別。
그리고 과위에 머무는 단계에 이르면 두 가지의 명칭을 버리고 획득하게 된다. 즉 그 때는 더 이상 수신행 · 수법행이라고 이름하지 않으며, 신해(信解)와 견지(見至)라고 하는 두 가지 명칭을 획득하게 되는데, 이것 역시 근기가 둔하고 예리한 차별에 따른 것이다. 이를테면 온갖 둔근자를 앞에서는 수신행이라고 이름하였지만 지금 여기서는 ‘신해’라고 이름하며, 온갖 이근자를 앞에서는 수법행이라고 이름하였지만 지금 여기서는 ‘견지’라고 이름하니, 이러한 두 성자는 신(信)과 혜(慧)가 서로 증장하였기 때문에 신해와 견지라는 명칭으로 그 차별을 나타내게 된 것이다.

 — 《아비달마구사론》제23권. 한문본 & 한글본

T29n1558_p0131b24║依根不同立次二種。謂依鈍利信慧

T29n1558_p0131b25║根增如次名為信解見至。
근기가 동일하지 않음에 근거하여 그 다음의 두 종류를 설정하였으니, 이를테면 둔근과 이근에게 신근(信根)과 혜근(慧根)이 증가하였기 때문에 순서대로 ‘신해’와 ‘견지’로 이름하게 된 것이다.56)

56) 둔근인 수신행의 성자가 수도에 이르러 신(信)의 증상력으로 말미암아 무루의 정해(正解)가 나타났기 때문에 ‘신해’라고 한 것이며, 이근인 수법행의 성자가 수도에 이르러 혜의 증상력으로 말미암아 무루 정견이 나타났기 때문에 ‘견지’라고 이름하였다. 본론 권제23(p.1068)을 참조 바람.

 — 《아비달마구사론》제25권. 한문본 & 한글본

## 같이 보기
- 성자 (불교)
- 6종아라한(六種阿羅漢)
- 7성(七聖)
- 9무학(九無學)
- 18유학(十八有學)
- 27현성(二十七賢聖)
- 42현성(四十二賢聖)